# World Cup 2001 (Tischtennis)
| 2000 ← World Cup → 2002 | 2000 ← World Cup → 2002                                              | 2000 ← World Cup → 2002                 |
| ----------------------- | -------------------------------------------------------------------- | --------------------------------------- |
|                         | Männer                                                               | Frauen                                  |
| Datum                   | 08.11.–11.11.                                                        | 17.08.–19.08.                           |
| Ort                     | Courmayeur                                                           | Wuhu                                    |
| Auflage                 | 22                                                                   | 5                                       |
| Sieger                  | Uladsimir Samsonau (engl. Vladimir Samsonov) Wang Liqin Jörg Roßkopf | Zhang Yining Kim Hyon-hui Mihaela Șteff |

Der Tischtennis-World Cup 2001 fand für die Männer in seiner 22. Austragung vom 8. bis 11. November im italienischen Courmayeur und für die Frauen in seiner 5. Austragung vom 17. bis 19. August im chinesischen Wuhu statt. Gold ging an den Belarussen Uladsimir Samsonau (engl. Vladimir Samsonov) und Zhang Yining aus China.

## Modus
An jedem Wettbewerb nahmen 16 Sportler teil, die auf vier Gruppen mit je vier Sportlern aufgeteilt wurden. Die Gruppenersten und -zweiten rückten in die im K.o.-Modus ausgetragene Hauptrunde vor. Die Halbfinal-Verlierer trugen ein Spiel um Platz 3 aus. Gespielt wurde bei den Männern mit vier Gewinnsätzen, bei den Frauen in der Gruppenphase und beim Spiel um Platz 3 mit zwei Gewinnsätzen, ansonsten mit drei Gewinnsätzen.

## Teilnehmer
| Platz | Männer               | TN | Frauen          | TN |
| ----- | -------------------- | -- | --------------- | -- |
| 1     | Wladimir Samsonow    | 6  | Zhang Yining    | 1  |
| 2     | Wang Liqin           | 3  | Kim Hyon-hui    | 1  |
| 3     | Jörg Roßkopf         | 7  | Mihaela Șteff   | 1  |
| 4     | Chiang Peng-Lung     | 3  | Ni Xialian      | 5  |
| 5     | Kalinikos Kreanga    | 4  | Li Jiawei       | 1  |
| 5     | Werner Schlager      | 3  | Tamara Boroš    | 2  |
| 5     | Ma Lin               | 3  | Li Ju           | 4  |
| 5     | Ma Wenge             | 6  | Gao Jun         | 2  |
| 9     | Peter Karlsson       | 6  | Chen Jing       | 3  |
| 9     | Jean-Michel Saive    | 12 | Liu Jia         | 1  |
| 9     | Jan-Ove Waldner      | 17 | Ryu Ji-hae      | 4  |
| 9     | Yang Min             | 1  | Krisztina Tóth  | 3  |
| 13    | Ahmed Saleh          | 2  | Shahira El-Alfy | 1  |
| 13    | Peter Jackson        | 8  | Jing Jun Hong   | 2  |
| 13    | Augusto Morales      | 1  | Berta Rodríguez | 1  |
| 13    | Peter-Paul Pradeeban | 1  | Wang Nan        | 4  |

## Männer

### Gruppenphase

#### Gruppe 1
|                   | Ergebnis |                      |
| ----------------- | -------- | -------------------- |
| Wang Liqin        | 4:1      | Ma Wenge             |
| Wang Liqin        | 4:1      | Jean-Michel Saive    |
| Wang Liqin        | 4:1      | Peter-Paul Pradeeban |
| Ma Wenge          | 4:3      | Jean-Michel Saive    |
| Ma Wenge          | 4:0      | Peter-Paul Pradeeban |
| Jean-Michel Saive | 4:0      | Peter-Paul Pradeeban |

| Platz | Spieler              | Spiele | Sätze | Punkte |
| ----- | -------------------- | ------ | ----- | ------ |
| 1     | Wang Liqin           | 3      | 12:3  | 6      |
| 2     | Ma Wenge             | 3      | 9:7   | 5      |
| 3     | Jean-Michel Saive    | 3      | 8:8   | 4      |
| 4     | Peter-Paul Pradeeban | 3      | 1:12  | 3      |

#### Gruppe 2
|                                              | Ergebnis |                 |
| -------------------------------------------- | -------- | --------------- |
| Uladsimir Samsonau (engl. Vladimir Samsonov) | 4:1      | Jörg Roßkopf    |
| Uladsimir Samsonau                           | 4:1      | Yang Min        |
| Uladsimir Samsonau                           | 4:0      | Augusto Morales |
| Jörg Roßkopf                                 | 4:2      | Yang Min        |
| Jörg Roßkopf                                 | 4:1      | Augusto Morales |
| Yang Min                                     | 4:2      | Augusto Morales |

| Platz | Spieler                                      | Spiele | Sätze | Punkte |
| ----- | -------------------------------------------- | ------ | ----- | ------ |
| 1     | Uladsimir Samsonau (engl. Vladimir Samsonov) | 3      | 12:2  | 6      |
| 2     | Jörg Roßkopf                                 | 3      | 9:7   | 5      |
| 3     | Yang Min                                     | 3      | 7:10  | 4      |
| 4     | Augusto Morales                              | 3      | 3:12  | 3      |

#### Gruppe 3
|                  | Ergebnis |                 |
| ---------------- | -------- | --------------- |
| Chiang Peng-Lung | 3:4      | Werner Schlager |
| Chiang Peng-Lung | 4:2      | Peter Karlsson  |
| Chiang Peng-Lung | 4:0      | Ahmed Saleh     |
| Werner Schlager  | 3:4      | Peter Karlsson  |
| Werner Schlager  | 4:1      | Ahmed Saleh     |
| Peter Karlsson   | 4:1      | Ahmed Saleh     |

| Platz | Spieler          | Spiele | Sätze | Punkte |
| ----- | ---------------- | ------ | ----- | ------ |
| 1     | Chiang Peng-Lung | 3      | 11:6  | 5      |
| 2     | Werner Schlager  | 3      | 11:8  | 5      |
| 3     | Peter Karlsson   | 3      | 10:8  | 5      |
| 4     | Ahmed Saleh      | 3      | 2:12  | 3      |

#### Gruppe 4
|                   | Ergebnis |                   |
| ----------------- | -------- | ----------------- |
| Ma Lin            | 4:1      | Kalinikos Kreanga |
| Ma Lin            | 4:0      | Jan-Ove Waldner   |
| Ma Lin            | 4:0      | Peter Jackson     |
| Kalinikos Kreanga | 4:2      | Jan-Ove Waldner   |
| Kalinikos Kreanga | 4:1      | Peter Jackson     |
| Jan-Ove Waldner   | 4:0      | Peter Jackson     |

| Platz | Spieler           | Spiele | Sätze | Punkte |
| ----- | ----------------- | ------ | ----- | ------ |
| 1     | Ma Lin            | 3      | 12:1  | 6      |
| 2     | Kalinikos Kreanga | 3      | 9:7   | 5      |
| 3     | Jan-Ove Waldner   | 3      | 6:8   | 4      |
| 4     | Peter Jackson     | 3      | 1:12  | 3      |

### Hauptrunde
|  | Viertelfinale                                | Viertelfinale      |                  |                    | Halbfinale       | Halbfinale |  |  | Finale | Finale |
|  |                                              |                    |                  |                    |                  |            |  |  |        |        |
|  |                                              |                    |                  |                    |                  |            |  |  |        |        |
|  | Wang Liqin                                   | 4                  |                  |                    |                  |            |  |  |        |        |
|  | Wang Liqin                                   | 4                  |                  |                    |                  |            |  |  |        |        |
|  | Werner Schlager                              | 3                  |                  |                    |                  |            |  |  |        |        |
|  | Werner Schlager                              | 3                  | Wang Liqin       | 4                  |                  |            |  |  |        |        |
|  |                                              |                    | Wang Liqin       | 4                  |                  |            |  |  |        |        |
|  |                                              | Jörg Roßkopf       | 1                |                    |                  |            |  |  |        |        |
|  | Jörg Roßkopf                                 | Jörg Roßkopf       | 1                | 4                  |                  |            |  |  |        |        |
|  | Jörg Roßkopf                                 |                    |                  | 4                  |                  |            |  |  |        |        |
|  | Ma Lin                                       | 2                  |                  |                    |                  |            |  |  |        |        |
|  |                                              |                    | Wang Liqin       | 0                  |                  |            |  |  |        |        |
|  |                                              |                    |                  | Uladsimir Samsonau | 4                |            |  |  |        |        |
|  | Chiang Peng-Lung                             | 4                  |                  |                    |                  |            |  |  |        |        |
|  | Ma Wenge                                     | 0                  |                  |                    |                  |            |  |  |        |        |
|  | Ma Wenge                                     | 0                  | Chiang Peng-Lung | 0                  |                  |            |  |  |        |        |
|  |                                              |                    | Chiang Peng-Lung | 0                  | Spiel um Platz 3 |            |  |  |        |        |
|  |                                              | Uladsimir Samsonau | 4                |                    |                  |            |  |  |        |        |
|  | Kalinikos Kreanga                            | Uladsimir Samsonau | 4                | 0                  | Jörg Roßkopf     | 4          |  |  |        |        |
|  | Kalinikos Kreanga                            |                    |                  | 0                  | Jörg Roßkopf     | 4          |  |  |        |        |
|  | Uladsimir Samsonau (engl. Vladimir Samsonov) | 4                  |                  | Chiang Peng-Lung   | 3                |            |  |  |        |        |
|  | Uladsimir Samsonau (engl. Vladimir Samsonov) | 4                  |                  |                    | 3                |            |  |  |        |        |
|  |                                              |                    |                  |                    |                  |            |  |  |        |        |

## Frauen

### Gruppenphase

#### Gruppe 1
|            | Ergebnis |            |
| ---------- | -------- | ---------- |
| Gao Jun    | 2:0      | Li Jiawei  |
| Gao Jun    | 2:1      | Ryu Ji-hae |
| Gao Jun    | 2:-      | Wang Nan   |
| Li Jiawei  | 2:1      | Ryu Ji-hae |
| Li Jiawei  | 2:0      | Wang Nan   |
| Ryu Ji-hae | 2:-      | Wang Nan   |

| Platz | Spieler    | Spiele | Sätze | Punkte |
| ----- | ---------- | ------ | ----- | ------ |
| 1     | Gao Jun    | 3      | 6:1   | 6      |
| 2     | Li Jiawei  | 3      | 4:3   | 5      |
| 3     | Ryu Ji-hae | 3      | 4:4   | 4      |
| 4     | Wang Nan   | 1      | 0:6   | 1      |

#### Gruppe 2
|              | Ergebnis |                 |
| ------------ | -------- | --------------- |
| Kim Hyon-hui | 2:0      | Li Ju           |
| Kim Hyon-hui | 2:1      | Chen Jing       |
| Kim Hyon-hui | 2:0      | Shahira El-Alfy |
| Li Ju        | 2:1      | Chen Jing       |
| Li Ju        | 2:0      | Shahira El-Alfy |
| Chen Jing    | 2:0      | Shahira El-Alfy |

| Platz | Spieler         | Spiele | Sätze | Punkte |
| ----- | --------------- | ------ | ----- | ------ |
| 1     | Kim Hyon-hui    | 3      | 6:1   | 6      |
| 2     | Li Ju           | 3      | 4:3   | 5      |
| 3     | Chen Jing       | 3      | 4:4   | 4      |
| 4     | Shahira El-Alfy | 3      | 0:6   | 3      |

#### Gruppe 3
|                | Ergebnis |                |
| -------------- | -------- | -------------- |
| Mihaela Șteff  | 2:0      | Tamara Boroš   |
| Mihaela Șteff  | 2:1      | Krisztina Tóth |
| Mihaela Șteff  | 2:1      | Jing Jun Hong  |
| Tamara Boroš   | 2:0      | Krisztina Tóth |
| Tamara Boroš   | 2:0      | Jing Jun Hong  |
| Krisztina Tóth | 2:0      | Jing Jun Hong  |

| Platz | Spieler        | Spiele | Sätze | Punkte |
| ----- | -------------- | ------ | ----- | ------ |
| 1     | Mihaela Șteff  | 3      | 6:2   | 6      |
| 2     | Tamara Boroš   | 3      | 4:2   | 5      |
| 3     | Krisztina Tóth | 3      | 3:4   | 4      |
| 4     | Jing Jun Hong  | 3      | 1:6   | 3      |

#### Gruppe 4
|              | Ergebnis |                 |
| ------------ | -------- | --------------- |
| Zhang Yining | 2:0      | Ni Xialian      |
| Zhang Yining | 2:0      | Liu Jia         |
| Zhang Yining | 2:0      | Berta Rodríguez |
| Ni Xialian   | 2:1      | Liu Jia         |
| Ni Xialian   | 2:0      | Berta Rodríguez |
| Liu Jia      | 2:0      | Berta Rodríguez |

| Platz | Spieler         | Spiele | Sätze | Punkte |
| ----- | --------------- | ------ | ----- | ------ |
| 1     | Zhang Yining    | 3      | 6:0   | 6      |
| 2     | Ni Xialian      | 3      | 4:3   | 5      |
| 3     | Liu Jia         | 3      | 3:4   | 4      |
| 4     | Berta Rodríguez | 3      | 0:6   | 3      |

### Hauptrunde
|  | Viertelfinale | Viertelfinale |              |              | Halbfinale       | Halbfinale |  |  | Finale | Finale |
|  |               |               |              |              |                  |            |  |  |        |        |
|  |               |               |              |              |                  |            |  |  |        |        |
|  | Zhang Yining  | 3             |              |              |                  |            |  |  |        |        |
|  | Zhang Yining  | 3             |              |              |                  |            |  |  |        |        |
|  | Li Jiawei     | 0             |              |              |                  |            |  |  |        |        |
|  | Li Jiawei     | 0             | Zhang Yining | 3            |                  |            |  |  |        |        |
|  |               |               | Zhang Yining | 3            |                  |            |  |  |        |        |
|  |               | Mihaela Șteff | 0            |              |                  |            |  |  |        |        |
|  | Li Ju         | Mihaela Șteff | 0            | 1            |                  |            |  |  |        |        |
|  | Li Ju         |               |              | 1            |                  |            |  |  |        |        |
|  | Mihaela Șteff | 3             |              |              |                  |            |  |  |        |        |
|  |               |               | Zhang Yining | 3            |                  |            |  |  |        |        |
|  |               |               |              | Kim Hyon-hui | 0                |            |  |  |        |        |
|  | Ni Xialian    | 3             |              |              |                  |            |  |  |        |        |
|  | Gao Jun       | 0             |              |              |                  |            |  |  |        |        |
|  | Gao Jun       | 0             | Ni Xialian   | 0            |                  |            |  |  |        |        |
|  |               |               | Ni Xialian   | 0            | Spiel um Platz 3 |            |  |  |        |        |
|  |               | Kim Hyon-hui  | 3            |              |                  |            |  |  |        |        |
|  | Tamara Boroš  | Kim Hyon-hui  | 3            | 2            | Mihaela Șteff    | 2          |  |  |        |        |
|  | Tamara Boroš  |               |              | 2            | Mihaela Șteff    | 2          |  |  |        |        |
|  | Kim Hyon-hui  | 3             |              | Ni Xialian   | 1                |            |  |  |        |        |
|  | Kim Hyon-hui  | 3             |              |              | 1                |            |  |  |        |        |
|  |               |               |              |              |                  |            |  |  |        |        |

## Sonstiges
Mihaela Șteff war die erste Europäerin, der der Gewinn einer World-Cup-Medaille gelang. Erst 2012 wieder konnten nicht-asiatische Spielerinnen eine Medaille gewinnen.
Mit 17 World-Cup-Teilnahmen verbesserte Jan-Ove Waldner bei den Männern seinen Rekord vom Vorjahr.
Mit 5 World-Cup-Teilnahmen stellte Ni Xialian bei den Frauen einen neuen Rekord auf.
Zum ersten und bis 2020 letzten Mal nahm bei den Frauen keine Spielerin aus Ozeanien teil.